# Łukasz Szukała
Łukasz Szukała (Gdańsk, 1984. május 26. –) válogatott lengyel labdarúgó, hátvéd.

## Sikerei, díjai
Steaua București
- Román bajnokság (Liga I): 2012–13, 2013–14, 2014–15
- Román kupa (Cupa României): 2015
- Román szuperkupa (Supercupa României): 2013
- Román ligakupa (Cupa Ligii): 2014–15

Egyéni
- az év legjobb külföldi játékosa Romániában (2014, Gazeta Sporturilor)[1]